# Артезиан (станция)
Артезиан — железнодорожная станция Махачкалинского региона Северо-Кавказской железной дороги на линии Астрахань — Кизляр, расположенная в посёлке Артезиан Чёрноземельского района Республики Калмыкия.
На станции расположено оборотное локомотивное депо. До 2007 года оно относилось к депо Дербент, в 2007 году было передано в депо Астрахань.

## История
Введена в эксплуатацию в 1942 году в составе пускового участка Астрахань — Кизляр.

## Дальнее сообщение
| Круглогодичное обращение поездов | Круглогодичное обращение поездов | Круглогодичное обращение поездов | Круглогодичное обращение поездов |
| № поезда                         | Маршрут движения                 | № поезда                         | Маршрут движения                 |
| -------------------------------- | -------------------------------- | -------------------------------- | -------------------------------- |
| 55                               | Баку — Москва                    | 56                               | Москва — Баку                    |
| 85                               | Махачкала — Москва               | 86                               | Москва — Махачкала               |
| 301                              | Грозный — Волгоград              | 302                              | Волгоград — Грозный              |
| 369                              | Баку — Киев                      | 370                              | Киев — Баку                      |
| 373                              | Махачкала — Тюмень               | 374                              | Тюмень — Махачкала               |